# Abbaja Hajk
Abbaja Hajk, Jezioro Małgorzaty (amh. አባያ ሐይቅ) – jezioro tektoniczne w południowej Etiopii, w Rowie Abisyńskim (Wielkie Rowy Afrykańskie).
Leży na wysokości 1285 m n.p.m. Powierzchnia 1256 km² (według innego źródła 1160 km²). Głębokość maksymalna 13 m, średnia 7 m.